# Recardães e Espinhel
Recardães e Espinhel (oficialment: União das Freguesias de Recardães e Espinhel) és freguesia del municipi d’Àgueda, districte d’Aveiro, Portugal. La població el 2011 era de 6.036 habitants, en una superfície de 19,92 km².
La freguesia es va establir el 2013 en el marc de la reforma administrativa nacional d'aquell any, fusionant les freguesies de Recardães i Espinhel.